# اقتصاد یادگیری
اقتصادهای مدرن می توانند به عنوان اقتصادهای یادگیری شناخته شوند که در آن دانش یک منبع حیاتی است و یادگیری مهم ترین فرایند است. همچنین می توان انواع مختلفی از یادگیری و انواع مختلفی از دانش های مرتبط را شناسایی کرد.اقتصاد یادگیری اقتصادی است که در آن قابلیت یادگیری برای موفقیت اقتصادی افراد، بنگاه‌ها، نواحی و ملت ها ضروری است. باید توجه داشت که یادگیری اشاره به ایجاد توانمندی‌های جدید و مهارت های جدید دارد و منظور از آن فقط دستیابی به دانش و اطلاعات نیست.
↑در بحث عمومی، دانش به طور فزاینده ای به عنوان عامل حیاتی در توسعه جامعه و اقتصاد ارائه می شود. در تعداد زیادی از نشریات کمیسیون اروپا و سازمان همکاری اقتصادی و توسعه، تأکید شده است که شهروندان کشورهای عضو اتحادیه اروپا در حال حاضر در "اقتصاد مبتنی بر دانش" عمل می کنند. به دلایل مختلف ، بسیاری اصطلاح "اقتصاد یادگیرنده" را در توصیف مرحله فعلی توسعه اقتصادی و اجتماعی ترجیح می دهند( از جمله دانشمندان مکتب آلبورگ).

## اهمیت اقتصاد یادگیری
اقتصاد مدرن از اهمیت دانش و یادگیری بیش از هر زمان دیگری آگاه است. تئوری رشد جدید و نظریه تجارت جدید، یک پیوند قوی بین افزایش دانش و میزان رشد بهره وری ایجاد می کنند. اقتصاددانان اتریش، یادگیری را به عنوان یک فرایند اساسی در تحلیل معاملات بازار تلقی می کنند و اهمیت اقتصاد یادگیری روز به روز در حال افزایش است به طوریکه طی دهه های گذشته، شاهد بسیاری از مشاغل جدید مربوط به اقتصاد یادگیری و اقتصاد نوآوری بوده‌ایم. در این حوزه‌های جدید، دانش و یادگیری نقش مهمی را در توسعه اقتصادی ایفا می کنند.ادبیات حوزه مدیریت ، مفهوم سازمان یادگیرنده را برای توسعه نظری و مخصوصا برای توسعه مهارت افراد شاغل در سازمان‌ها ایجاد کرده است.

### علم اقتصاد چیست؟
اقتصاد علمی است که به تولید، توزیع و مصرف کالا و خدمات میپردازد و به طور کلی اقتصاد، علم انتخاب است؛ افراد با مطالعه اقتصاد یادمیگیرند که چگونه به بهترین نحو ممکن به تخصیص منابع بپردازند و با چه انتخاب هایی به بالاترین سطح از رفاه و مطلوبیت دست یابند. در اقتصاد ما به مطالعه کنش های انسانی رجوع میکنیم و با استفاده از آن به تشریح مبانی و اصول دنیای تجارت و بررسی نحوه عملکرد نظام های اقتصادی میپردازیم.

### فراگیری علم اقتصاد برای چه کسانی مناسب است؟
فراگیری مفاهیم پایه و مقدماتی اقتصاد برای افراد خاصی نیست، بلکه برای همه طیف افراد جامعه مناسب و ضروری است؛ برای یادگیری علم اقتصاد اصلا لازم نیست که از میزان تحصیلات بالایی برخوردار باشیم یا در مدارج بالای شغلی مشغول به کار باشیم. پس همه ما برای بهبود وضعیت زندگی خود میتوانیم بدون هیچ مانعی شروع به یادگیری اقتصاد کنیم.

### شاخه های علم اقتصاد
علم اقتصاد را از جنبه های متعددی میتوان تقسیم بندی کرد اما مرسوم ترین آن، تقسیم بندی به اقتصاد خرد و اقتصاد کلان است که اقتصاد خرد و کلان، خود نیز شامل شاخه ها و زیرمجموعه های منحصر به فردی می‌شوند.

#### اقتصاد کلان (Macro Economics):
اقتصاد کلان، یک اقتصاد کلی را در سطح ملی و بین المللی مطالعه می کند و از داده ها، آمار و متغیرهای اقتصادی بسیاری برای مدل سازی اقتصاد استفاده می کند. تمرکز آن می تواند شامل یک منطقه جغرافیایی متمایز، یک کشور، یک قاره یا حتی کل جهان باشد. در اقتصاد کلان ما به بررسی موضوعاتی مثل تجارت خارجی، سیاست های پولی و مالی دولت ها، رکود، رونق، نرخ بیکاری، نرخ تورم و نرخ بهره، تولید ناخالص داخلی  (GDP)، تولید ناخالص ملی(GNP) و چرخه های تجاری می‌پردازیم.

#### اقتصاد خرد  (Micro Economics):
اقتصاد خرد به این شکل است که بر نحوه تصمیم گیری مصرف کنندگان و شرکت ها متمرکز است. این واحدهای تصمیم گیری می توانند یک فرد مجرد، یک خانواده، یک کسب و کار و یا یک سازمان دولتی باشند. در واقع اقتصاد خرد تلاش میکند که چگونگی و چرایی ارزش گذاری کالا ها و خدمات مختلف را توضیح دهد و اینکه چگونه افراد تصمیمات مالی میگیرند. مباحث اقتصاد خرد، از تحرک عرضه و تقاضا تا کارایی و هزینه های مرتبط با تولید کالاها و خدمات و همچنین شیوه تقسیم و تخصیص کار را شامل می شود.

### اقتصاد خرد مقدم است یا اقتصاد کلان؟
این دو شاخه از اقتصاد به هم وابسته و مکمل یکدیگر هستند اما بهتر است که برای مطالعه از کل به جز برویم و با مطالعه اقتصاد کلان آغاز کنیم تا مطالب را با دسته بندی بهتری متوجه شویم و وقتی به سراغ جزییات اقتصاد خرد میرویم، پیش زمینه ای از اقتصاد کلان داشته باشیم.